# 炎のロックンロール
「炎のロックンロール」（Keep Yourself Alive）は、イギリスのロックバンドクイーンの楽曲である。作詞・作曲はブライアン・メイ。
EMIレコードは1973年7月6日に、エレクトラ・レコードはその3ヶ月後にデビューシングルとしてリリースした。しかし、本作はほとんどラジオで放送されることなく、英米共にチャートインすることはなかった。
2008年にローリング・ストーン誌が発表した「The 100 Greatest Guitar Songs of All Time」の31曲目に、本作が挙げられている。

## 曲の制作
ジョン・ディーコンの加入前の1970年にインペリアル・カレッジ・ロンドンやフェリー・ロードの庭園で行なわれたリハーサルで、ブライアン・メイがアコースティック・ギターを弾きながら書いた曲である。アルバム『世界に捧ぐ』リリース時のラジオの特別番組でメイが語ったところによると、彼らの考えを皮肉っぽく、からかい半分に書いた歌詞が、フレディ・マーキュリーの歌唱によって完成されたという。
1971年の夏にレコーディングが始まり、最初はディ・レーン・リー・スタジオで行われた。これはルイ・オースティンのプロデュースで、イントロはメイがアコースティック・ギターを弾いた。バースでのマーキュリーの受け答えするボーカル、ブレークでのテイラーとマーキュリーの呼応といった、曲の全体的要素はすでに出来ていた。このデモ・ヴァージョンは、メイのお気に入りテイクとなっている。
その後、トライデント・スタジオでの本番テイクにあたって、「魔法を取り戻す」様々な試みがなされた。その中でマイク・ストーンによるミックスが唯一受け入れられ、シングルに使用された。
この曲では、マーキュリーがすべてのコーラスを一人で（多重録音で）行っている。また、"Do you think you're better every day? - 日々進歩していると感じているかい"というフレーズをテイラー、 "No I just think I'm two steps nearer to my grave - いや、単に自分の墓に2歩近づいただけさ" というフレーズをメイが歌っている（初期ヴァージョンやライヴではマーキュリーが歌う部分である）。なお、このレコーディングでは、アコースティック・ギターは使用していない。EMIの歌詞カードには7本のエレクトリック・ギターのパートが挙げられており、そのうちの1本にはフェイズ・エフェクトがかけられている。

## ライヴ・パフォーマンス
ディーコンを加えたクイーンは直ちにこの曲をライヴのセットリストに加えた。マーキュリーはこの曲を「当時のクイーンを語るのにぴったりの曲」だと語っている。
1980年と1981年のツアーのセットリストに入り、この曲の前に即興のジャムを入れ、ドラム・ソロの後にはテイラーのティンパニ・ソロからメイのエコーのかかったギター・ソロへと移り、「ブライトン・ロック」のフィナーレかフラッシュ・ゴードンメドレーへと続く。
その後、1984年の『ザ・ワークス』ツアーで古い曲のメドレーの一部として使うまでは、この曲は演奏しなかった。

## 収録曲

### オリジナル盤
1. 炎のロックンロール - Keep Yourself Alive (May)
2. サン・アンド・ドーター - Son and Daughter (May)

### 1975年盤(アメリカのみ)
1. 炎のロックンロール - Keep Yourself Alive (May)
2. 谷間のゆり - Lily of the Valley (Mercury)
3. ゴッド・セイヴ・ザ・クイーン - God Save the Queen (Arranged by May)

## 演奏
- フレディ・マーキュリー - リード・ボーカル、バッキング・ボーカル
- ブライアン・メイ - エレクトリック・ギター、リード・ボーカル（ミドルエイト）、バッキング・ボーカル
- ロジャー・テイラー - ドラムス、パーカッション、タンブリン、カウベル、リード・ボーカル（ミドルエイト）、バッキング・ボーカル
- ジョン・ディーコン - ベース

## 他者の使用
- イングヴェイ・マルムスティーンは1997年にカヴァーし、これはクイーンのトリビュートアルバム『クイーン・トリビュート〜ドラゴン・アタック〜』に収録された。
- イギリスのヘヴィ・メタルバンド、アイアン・メイデンはライヴでの「聖地へ」（アルバム『鋼鉄の処女』に収録）の間奏に、この曲のギターリフを使用している。

## メディアでの起用
2016年から、トヨタ自動車のクロスオーバーSUV「C-HR」のCMソングに起用されており、キャッチフレーズもこの曲のタイトルにちなんだ、「KEEP YOURSELF ALIVE 走るなら、自分の道を。」となっている。
2018年に公開された映画『ボヘミアン・ラプソディ』では、フレディとジョンを迎えた初のライブでのシーンで使われている。このシーンで使われた音源は、1974年3月31日にレインボー・シアターで行なったライヴの音源で、フレディが「But if I crossed a million rivers, And I rode a million miles」というフレーズを「But if I rode a million rivers, And I crossed a million miles」と歌い間違っているように編集されている。

## 収録アルバム
- 戦慄の王女
- ライヴ・キラーズ
- グレイテスト・ヒッツ（米国盤LP）
- クイーン・ロックス
- ライヴ・アット・ザ・レインボー‘74
- ボヘミアン・ラプソディ (オリジナル・サウンドトラック)